# Circonscription de Lowe
La circonscription de Lowe est une ancienne circonscription électorale australienne en Nouvelle-Galles du Sud. Elle est située dans le quartier ouest de Sydney sur la rive sud du Parramatta. Elle comprend les villes de Drummoyne, Five Dock, Croydon, Croydon Park, Burwood, Enfield, Homebush, Strathfield, Concord, Rhodes, Canada Bay, Cabarita, Abbotsford et Mortlake.
Elle a été créée en 1949 et porte le nom de Robert Lowe, un homme politique qui fut sénateur de Nouvelle-Galles du Sud. Le siège fut occupé pendant 32 ans par William McMahon qui fut le vingtième premier ministre d'Australie.
À la suite du redécoupage de 2009 la circonscription va changer de nom et prendre le nom de circonscription de Reid.

## Représentants
| Nom             | Parti        | Période de mandat |
| --------------- | ------------ | ----------------- |
| William McMahon | Libéral      | 1949–1982         |
| Michael Maher   | Travailliste | 1982–1987         |
| Paul Zammit     | Libéral      | 1987–1998         |
| Paul Zammit     | Indépendant  | 1998–1998         |
| John Murphy     | Travailliste | 1998–2010         |

## Résultats des élections
| Parti                            | Parti                        | Candidat                     | Voix   | %     | ±     |
| -------------------------------- | ---------------------------- | ---------------------------- | ------ | ----- | ----- |
|                                  | Travailliste                 | John Murphy                  | 38 766 | 49,27 | +6,23 |
|                                  | Libéral                      | Jim Tsolakis                 | 31 518 | 40,06 | -2,90 |
|                                  | Verts                        | Marc Rerceretnam             | 6 774  | 8,61  | -0,07 |
|                                  | Démocrates-chrétiens         | Bill Shailer                 | 1 616  | 2,05  | +0,04 |
| Total des suffrages exprimés     | Total des suffrages exprimés | Total des suffrages exprimés | 78 674 | 95,05 | +1,65 |
| Votes nuls                       | Votes nuls                   | Votes nuls                   | 4 098  | 4,95  | -1,65 |
| Participation                    | Participation                | Participation                | 82,772 | 94,97 | +1.56 |
| Résultat de préférence bipartite |                              |                              |        |       |       |
|                                  | Travailliste                 | John Murphy                  | 45 136 | 57,37 | +4,34 |
|                                  | Libéral                      | Jim Tsolakis                 | 33 538 | 42,63 | -4,34 |
|                                  | Travailliste retenir         | Travailliste retenir         | Swing  | +4,34 |       |